# روزالين ديل مونتي
بلدية روزالين ديل مونتي (بالإسبانية: Rozalén del Monte)‏، هي إحدى بلديات مقاطعة قونكة إحدى مقاطعات إسبانيا، و التي تقع في منطقة قشتالة لا منتشا وسط البلاد, و المائلة لجهة الشرق من إسبانيا.
يبلغ عدد سكانها 78 نسمة وفقاً لإحصائية سنة (2007).